# عشق جهان را نورافشانی می‌کند
« عشق جهان را نورافشانی می‌کند» (به انگلیسی: Love Lights the World) تک‌آهنگی از هنرمند اهل کانادا سلین دیون، است که در ۴ آوریل ۱۹۹۴ منتشر شد.